# Ваттметр
Ваттметр (ватт + др.-греч. μετρεω - «измеряю») — измерительный прибор, предназначенный для определения мощности электрического тока или электромагнитного сигнала.

## Классификация
По назначению и диапазону частот ваттметры можно разделить на три категории — низкочастотные (и постоянного тока), радиочастотные и оптические. Ваттметры радиодиапазона по назначению делятся на два вида: проходящей мощности, включаемые в разрыв линии передачи, и поглощаемой мощности, подключаемые к концу линии в качестве согласованной нагрузки. В зависимости от способа функционального преобразования измерительной информации и её вывода оператору ваттметры бывают аналоговые (показывающие и самопишущие) и цифровые.

## Ваттметры низкой частоты и постоянного тока

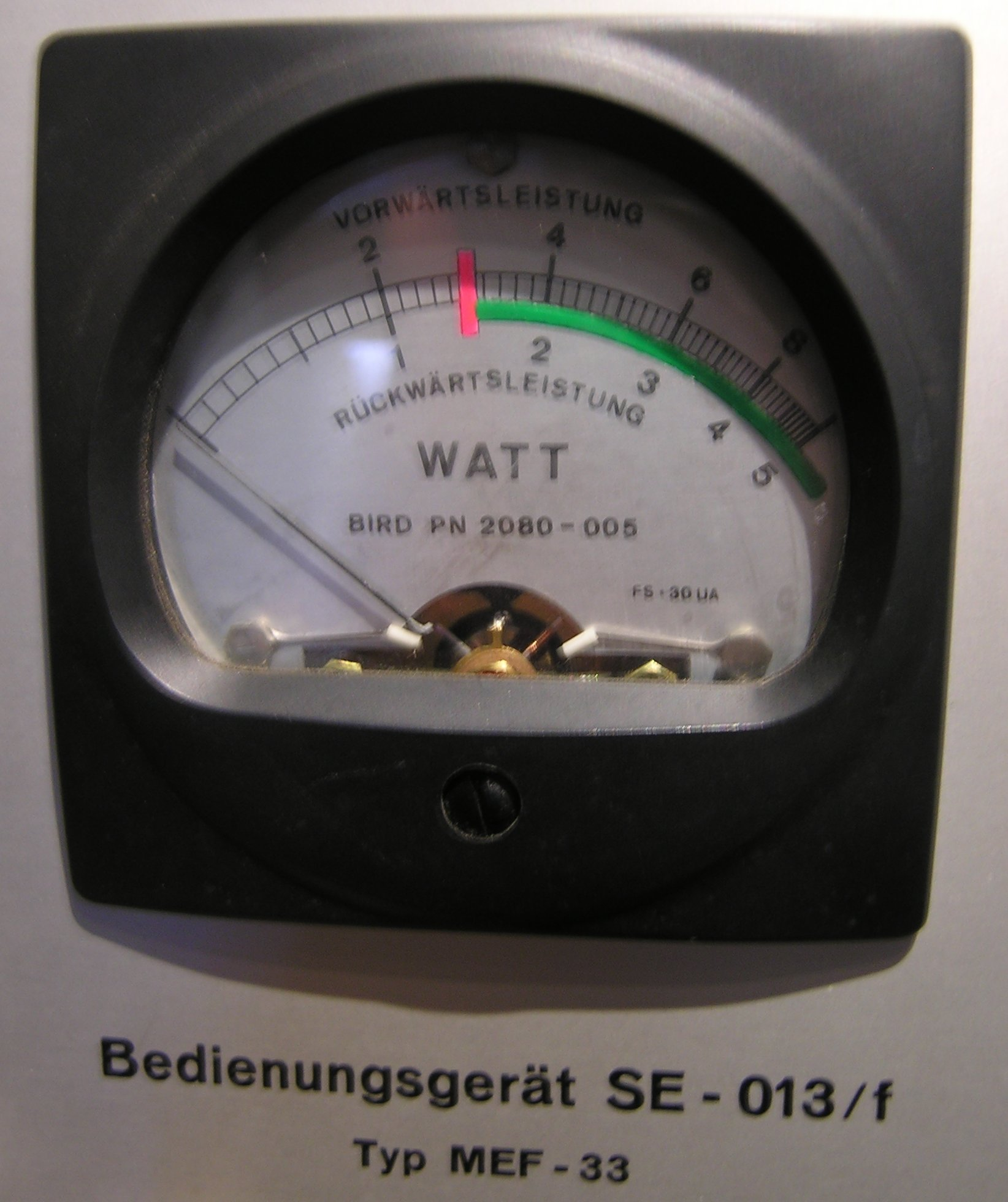
Аналоговый ваттметр

НЧ-ваттметры используются преимущественно в сетях электропитания промышленной частоты для измерения потребляемой мощности, могут быть однофазные и трехфазные. Отдельную подгруппу составляют варметры — измерители реактивной мощности. Цифровые приборы обычно совмещают возможность измерения активной и реактивной мощности.
Аналоговые НЧ-ваттметры электродинамической или ферродинамической системы имеют в измерительном механизме две катушки, одна из которых подключается последовательно нагрузке, другая параллельно. Взаимодействие магнитных полей катушек создает вращающий момент, отклоняющий стрелку прибора, пропорциональный произведению силы тока, напряжения и косинуса или синуса разности фаз (для измерения соответственно активной или реактивной мощности).
- ПРИМЕРЫ: Ц301, Д8002, Д5071

Цифровые НЧ-ваттметры имеют в качестве входных цепей два датчика — по току и по напряжению, подключаемые соответственно последовательно и параллельно нагрузке, датчики могут быть на основе измерительных трансформаторов, термисторов, термопар и другие. Информация с датчиков через АЦП передается на вычислительное устройство, в котором рассчитываются активная и реактивная мощность, далее итоговая информация выводится на цифровое табло и, при необходимости, на внешние устройства (для хранения, печати данных и так далее).
- ПРИМЕРЫ: MI 2010А, СР3010, ЩВ02

## Ваттметры поглощаемой мощности радиодиапазона

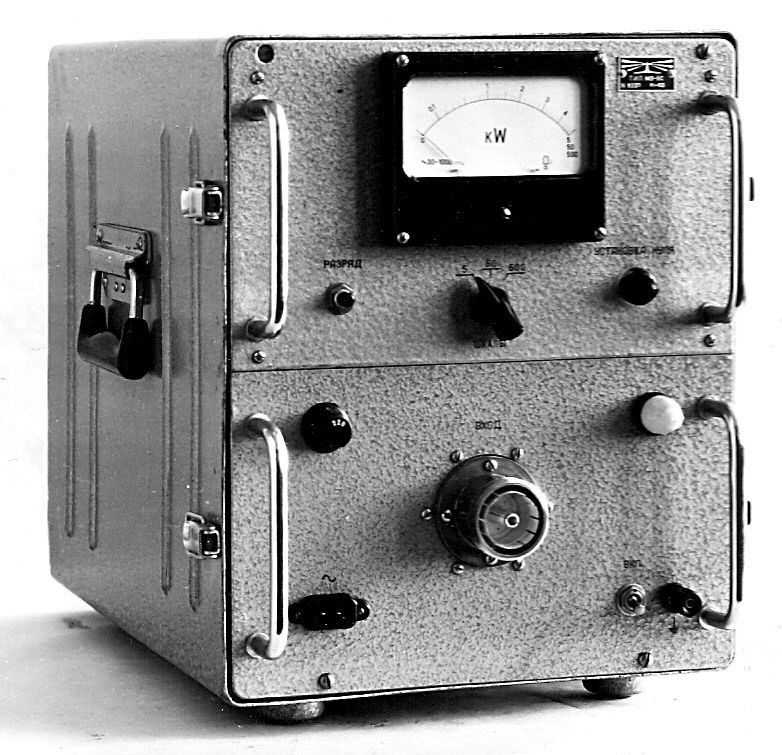
Детекторный СВЧ-ваттметр М3-5С

Ваттметры поглощаемой мощности образуют весьма большую и широко используемую подгруппу ваттметров радиодиапазона. Видовое деление этой подгруппы связано в основном с применением различных типов первичных преобразователей (приемных головок). В серийно выпускаемых ваттметрах используются преобразователи на базе термистора, термопары и пикового детектора; значительно реже, в экспериментальных работах, применяются датчики, основанные на других принципах — пондеромоторном, гальваномагнитном и т. д. При работе с ваттметрами поглощаемой мощности следует помнить, что из-за неидеального согласования входного сопротивления приемных головок с волновым сопротивлением линии, часть энергии отражается и реально ваттметр измеряет не падающую мощность, а поглощаемую, которая отличается от падающей на величину, равную KP×Pпад, где KP — коэффициент отражения по мощности.
Термисторные (болометрические) ваттметры состоят из приёмного преобразователя на базе термистора (или болометра) и измерительного моста с источником низкочастотного переменного тока для подогрева термистора. Принцип действия термисторного преобразователя состоит в зависимости сопротивления термистора от его температуры, которая, в свою очередь зависит от рассеиваемой мощности сигнала, подаваемого на него. Измерение осуществляется методом сравнения мощности измеряемого сигнала, рассеиваемой в термисторе и разогревающей его, с мощностью тока низкой частоты, вызывающей такой же нагрев термистора. В процессе измерения полная мощность, рассеиваемая на термисторе (при подаче на него одновременно измеряемого сигнала и тока подогрева) и, соответственно, сопротивление термистора поддерживается одинаковым с помощью измерительного моста, который уравновешивается изменением тока подогрева. В первых моделях термисторных ваттметров уравновешивание осуществлялось вручную, в современных ваттметрах уравновешивание автоматическое, показания выводятся в цифровом виде. К недостаткам термисторных ваттметров относится их малый динамический диапазон — максимальная мощность рассеивания — несколько милливатт, это ограничение преодолевается использованием аттенюаторов, делящих мощность, но вносящих при этом дополнительную погрешность.
- ПРИМЕРЫ: М3-22А, М3-28

Калориметрические ваттметры отличаются от термисторных тем, что для поглощения измеряемой мощности используется отдельная нагрузка, от которой тепло передается на термисторный преобразователь через рабочую среду — дистиллированную воду или специальную жидкость. Жидкая среда циркулирует со строго заданной скоростью потока, омывая по очереди входную нагрузку, преобразователь и охлаждающий теплообменник.
- ПРИМЕРЫ: М3-13, МК3-68, МК3-70

Термоэлектрические ваттметры в качестве первичного преобразователя используют термопару (или блок термопар) прямого или косвенного нагрева. При измерении горячий спай термопары нагревается под воздействием подводимой мощности измеряемого сигнала, при этом вырабатывается термо-э.д.с. Измерительная информация в виде сигнала постоянного тока поступает на электронный блок (аналоговый или цифровой), где обрабатывается и поступает на показывающее устройство.
- ПРИМЕРЫ: М3-51, М3-56, М3-93

Ваттметры с пиковым детектором просты в устройстве, в отличие от других видов ваттметров способны измерять не только мощность непрерывного сигнала, но и пиковую мощность радиоимпульсов, однако, из-за низкой точности измерения в настоящее время применяются редко. По принципу действия такой ваттметр представляет собой выпрямительный вольтметр переменного тока, имеющий на входе нагрузку с сопротивлением, равным волновому сопротивлению тракта, и с отсчетным устройством, проградуированным в значениях мощности.
- ПРИМЕРЫ: М3-3А, М3-5А

## Ваттметры проходящей мощности радиодиапазона
В ваттметрах проходящей мощности в качестве первичного преобразователя, обычно используется направленный ответвитель — устройство, позволяющее ответвлять от основного тракта передачи очень небольшую долю энергии. Отведенная часть энергии подается на вторичный преобразователь, например, детекторную или термисторную головку, откуда сигнал измерительной информации подается на функциональный преобразователь и, далее, на показывающее устройство.
На относительно низких частотах (в ДВ- и СВ-диапазонах), использование направленных ответвителей затруднительно, в этом случае в качестве первичных преобразователей можно использовать датчики силы тока и напряжения в линии, измерительная информация с которых далее обрабатывается в функциональном преобразователе (перемножение значений с учетом разности фаз). Датчиками могут служить, например, трансформатор напряжения и трансформатор тока. Такой способ измерения используется обычно в специализированных приборах для контроля мощности, выдаваемой в антенну радиопередатчиком. На сверхвысоких частотах, в волноводных трактах, для измерения проходящей мощности может использоваться пондеромоторный метод или датчики, встраиваемые в стенку волновода — термисторные, термоэлектрические, гальваномагнитные.
- ПРИМЕРЫ: М2-23, М2-32, NAS

## Оптические ваттметры
- ПРИМЕРЫ: ОМК3-69, ОМ3-65

## Наименования и обозначения
Видовые наименования:
- Измеритель мощности — другое название ваттметров радио- и оптического диапазонов
- Киловаттметр — прибор для измерения мощности больших значений (единицы сотни киловатт)
- Милливаттметр — прибор для измерения мощности малых значений (меньше 1 ватта)
- Варметр — прибор для измерения реактивной мощности
- Ваттварметр — прибор, позволяющий измерять активную и реактивную мощность

Для обозначения типов электроизмерительных (низкочастотных) ваттметров традиционно используется отраслевая система обозначений, в которой приборы маркируются в зависимости от системы (основного принципа действия):
- Дхх — приборы электродинамической системы
- Цхх — приборы выпрямительной системы
- Фхх, Щхх — приборы электронной системы
- Нхх — самопишущие приборы

Ваттметры радио- и оптического диапазонов маркируются по ГОСТ 15094:
- М1-хх — калибраторы, установки или приборы для поверки ваттметров (радиодиапазона)
- М2-хх — ваттметры проходящей мощности (радиодиапазона)
- М3-хх — ваттметры поглощаемой мощности (радиодиапазона)
- М5-хх — преобразователи приемные (головки) ваттметров
- ОМ3-хх — оптические ваттметры поглощаемой мощности

## Метрологические характеристики прибора
- Диапазон рабочих частот
- Диапазон измерений
- Допустимая погрешность измерения (для эл.-изм. — класс точности)
- Допустимый КСВн — для ваттметров радиодиапазона